# ГЕС Шанан
ГЕС Шанан (Ухл I) — гідроелектростанція на півночі Індії у штаті Гімачал-Прадеш. Знаходячись перед ГЕС Бассі, становить верхній ступінь дериваційного каскаду, який живиться ресурсом із річки Ухл, правої притоки річки Біас (впадає праворуч до Сатледжу, найбільшого лівого допливу Інду).
В межах проекту Ухл перекрили водозабірною греблею, яка спрямовує ресурс до створених на правобережжі двох резервуарів. Звідси вода по тунелю довжиною біля 5 км подається у паралельну долину ще однієї притоки Біасу — річки Neri Khad. На завершальному етапі прокладено три напірні водоводи довжиною по 1,4 км — два діаметрами по 1,4 метра та один з діаметром 1,8 метра. 
У 1932 році машинний зал станції ввели в експлуатацію з чотирма турбінами типу Пелтон потужністю по 12 МВт. В 1982-му їх модернізували до показника у 15 МВт та доповнили п'ятою турбіною потужністю 50 МВт. Гідроагрегати використовують напір до 548 метрів та забезпечують виробництво 0,5 млрд млн кВт-год електроенергії на рік.
Відпрацьована вода спрямовується у дериваційну систему станції Бассі.